# نهر لوغان

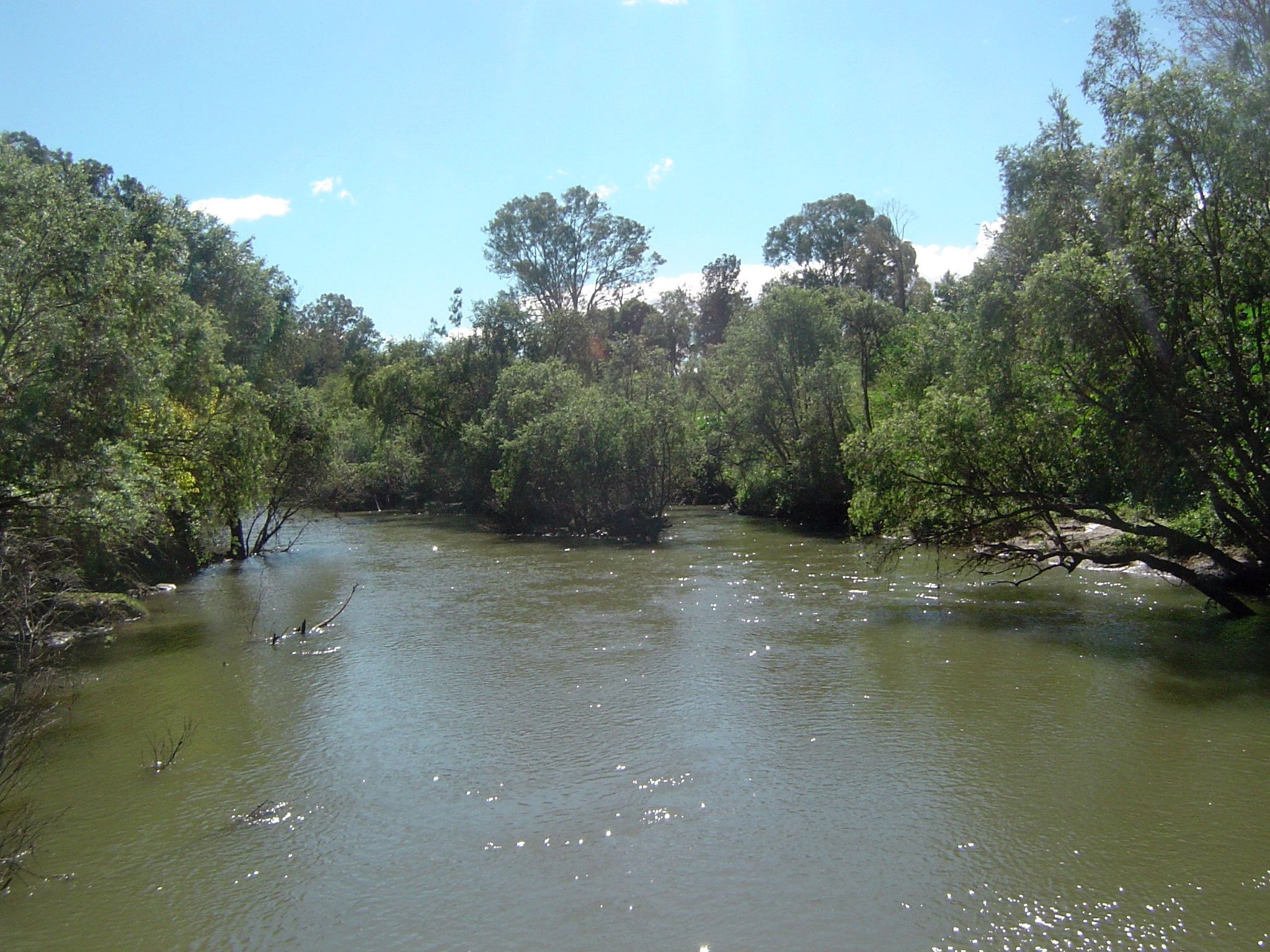
نهر لوغان
نهر لوغان بالإنجليزية (Logan River): نهر يوجد في جنوب شرق كوينزلاند, أستراليا و تهيمن على مستجمعات النهر المناطق الحضرية والأراضي الزراعية وتقع بالقرب من مصب النهر غابات المنغروف وعدد من مزراع تربية الأحياء المائية, تم اكتشاف النهر في أغسطس 1826 من قبل الكابتن باتريك لوغان Patrick Logan, النهر كان اسمه في البداية نهر دارلينج ولكن لإزالة اللبس وتجنب الإرباك أمر المحافظ رالف دارلنج Ralph Darling بتغيير اسم النهر على اسم مستكشفه تكريماً له, كانت الفياضانات التي حصلت في الأجزاء الدنيا للنهر عام 1974 الأسوء في القرن العشرين التي تحصل في بريسبان, مساحة حوض النهر 3740 كم2.
مترجم من Logan River